# Adilabad

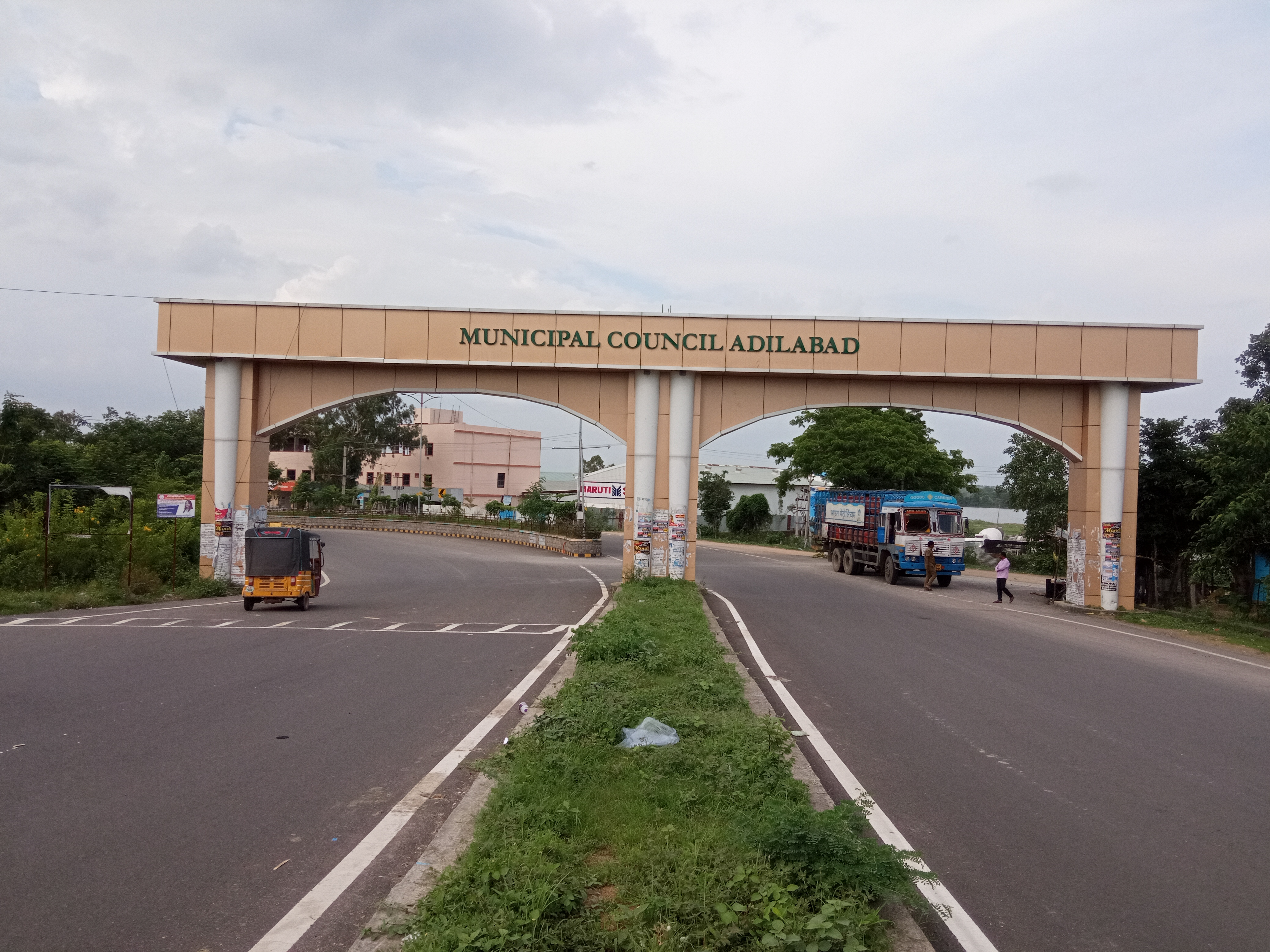
Adilabad (2024)

Adilabad (Urdu: عادل آباد, Telugu: ఆదిలాబాదు) ist eine Stadt im Norden des indischen Bundesstaates Telangana. Sie ist Verwaltungssitz des gleichnamigen Distrikts.

## Geschichte
Der Name der Stadt leitet sich von dem damaligen Herrscher des Gebiets, Mohammed Adil Shah, einem Angehörigen des schiitischen Herrschergeschlechts der Adil Shahi, ab.
Wegen der Lage nahe der Grenze zwischen Zentralindien und Südindien wurde die Stadt im Laufe der Zeit ebenso von nordindischen Dynastien, den Herrschern des Mogulreichs beispielsweise, wie auch von Herrschergeschlechtern Südindiens, zum Beispiel den Shatavahana, regiert.

## Bildung
In Adilabad befinden sich folgende Bildungseinrichtungen:
- Sri Saraswathi Shishumandir High School
- St. Joseph’s Convent High School
- Basara IIIT International College
- Rajiv Gandhi Institute of Medical Sciences
- Sanjay Gandhi Polytechnic College
- 32 Andhra NCC Battalion

## Kunstdenkmäler
Die Gegend um Adilabad ist reich an verschiedenen Moscheen und hinduistischen Tempeln, besonders die Tempelstadt Basara, ein wichtiges Touristenziel, ist von Bedeutung.

### Moscheen
- Jama Masjid
- Madina Masjid
- Gulzar Masjid
- Mohammadia Masjid
- Ayesha Masjid
- Firdous Masjid

### Hinduistische Tempel nahe Adilabad
- Basara Saraswati Temple, Basara
- Satyanarayanaswamy Temple, Jainad
- Bugga Rajeswara Temple
- Hanuman Temple, Kokasmannur
- Renukamatha Temple, sai nagar, Adilabad
- Nagoba Temple, Keshlapur, Indervelly
- Hanuman Temple, Pendalwad, Jainad
- Lord Shiva Temple, Jhary, Talamadugu

## Demografie
Adilabad ist mit 139.103 Einwohnern, davon rund 51 Prozent Männer, die bevölkerungsreichste Ortschaft im Distrikt Adilabad. Der Alphabetisierungsgrad Adilabads liegt mit 80,51 Prozent über dem indischen Durchschnitt von 74,5 Prozent, der Unterschied zwischen den männlichen und den weiblichen Einwohnern beträgt dabei mehr als 10 Prozentpunkte. 14 Prozent der Bevölkerung sind unter sechs Jahre alt. Der Distrikt Adilabad ist einer der wohlhabendsten im ganzen Bundesstaat.

### Sprachen / Religion
In Adilabad wird mehrheitlich, vor allem von der muslimischen Bevölkerung, traditionellerweise Urdu gesprochen, Telugu, das zu den dravidischen Sprachen gehört, ist aber Amtssprache. In Adilabad gibt es auch eine marathisprachige Minderheit, Marathi ist die Amtssprache des Nachbarstaates Maharashtra. Muslime stellen in Adilabad die Mehrheit, es gibt allerdings eine bedeutende Hindu-Minderheit. Adilabad ist multikulturell, hier leben neben den traditionellen Bewohnern auch Malayalam, Bengalen, Rajasthani und Gujarati friedlich zusammen.